# Goljam Porovets
Goljam Porovets (Bulgaars: Голям Поровец) is een dorp (село) in de Bulgaarse gemeente Isperich, oblast Razgrad. Het dorp ligt 26 km ten noordoosten van Razgrad en 300 km ten noordoosten van Sofia.

## Bevolking
In de eerste telling van 1934 registreerde het dorp 1.318 inwoners. Dit aantal is sindsdien continu afgenomen. Op 31 december 2019 werden er 511 inwoners geteld.
Van de 569 inwoners reageerden er 563 op de optionele volkstelling van 2011. Zo’n 462 personen identificeerden zichzelf als Bulgaarse Turken (82,1%) en 92 personen als etnische Bulgaren (16,3%).
In februari 2011 telde het dorp 569 inwoners, waarvan 69 tussen de 0-14 jaar oud (12%), 381 inwoners tussen de 15-64 jaar (67%) en 119 inwoners van 65 jaar of ouder (21%).